# Cavtatski otoki
Cavtatski otoki so nenaseljeno otočje v Jadranskem morju, ki pripadajo Hrvaški. Nahajajo se zahodno in jugozahodno od Cavtata.
Otočje sestavlja 6 otočkov in kamnin iz slojevitega apnenca, ki se raztezajo v smeri severozahod-jugovzhod.
Razdeljeni so v 2 skupini. V severozahodni skupini se nahaja otoček Bobara, na jugovzhodu pa otočki Trava, Hljeb in Ražnjić. Približno 500 metrov široka ožina jih loči od otoka Mrkan, največjega med Cavtatskimi otoki, na skrajnem jugovzhodu otočja pa je otok Mrkanac. 
Na Mrkanu so ruševine benediktinskega samostana iz leta 1284. Od leta 1975 so Cavtatski otoki in otoček Supetar v Župskem zalivu zaščiteni kot poseben ornitološki rezervat, gnezdišče rumenonogega galeba (Larus michahellis).